# Оранж пеко
Оранж пеко або пеко (Orange pekoe, Pekoe), байховий чай — ґатунок цільнолистового чорного чаю, вироблений з чайного трилисника (бруньки чайного куща із двома сусідніми, наймолодшими листками, або тільки другий та третій листки). На практиці, оранж пеко зазвичай складається не тільки з трилисника, а й з старішого листя.
Пеко є шаблонним ґатунком за європейською чайною класифікацією. Ця класифікація поділяє більшість натуральних чаїв на кращі за пеко та гірші. Вищої якості пеко досягають більш ретельним відбором сировини або додаванням більшої кількості типсів та квітів. Нижчі ґатунки мають ламане, різане листя, гілки, пил та низькоякісну сировину, тощо. 
Збирається виключно руками. Виробляють оранж пеко переважно в Китаї, Індії та Шрі-Ланці.
Маркування у європейській класифікації — OP, P, на Шрі-Ланці — OPA.
Маркування високих ґатунків пеко наведено у статті Типсовий чай.